# White Hall (Arkansas)

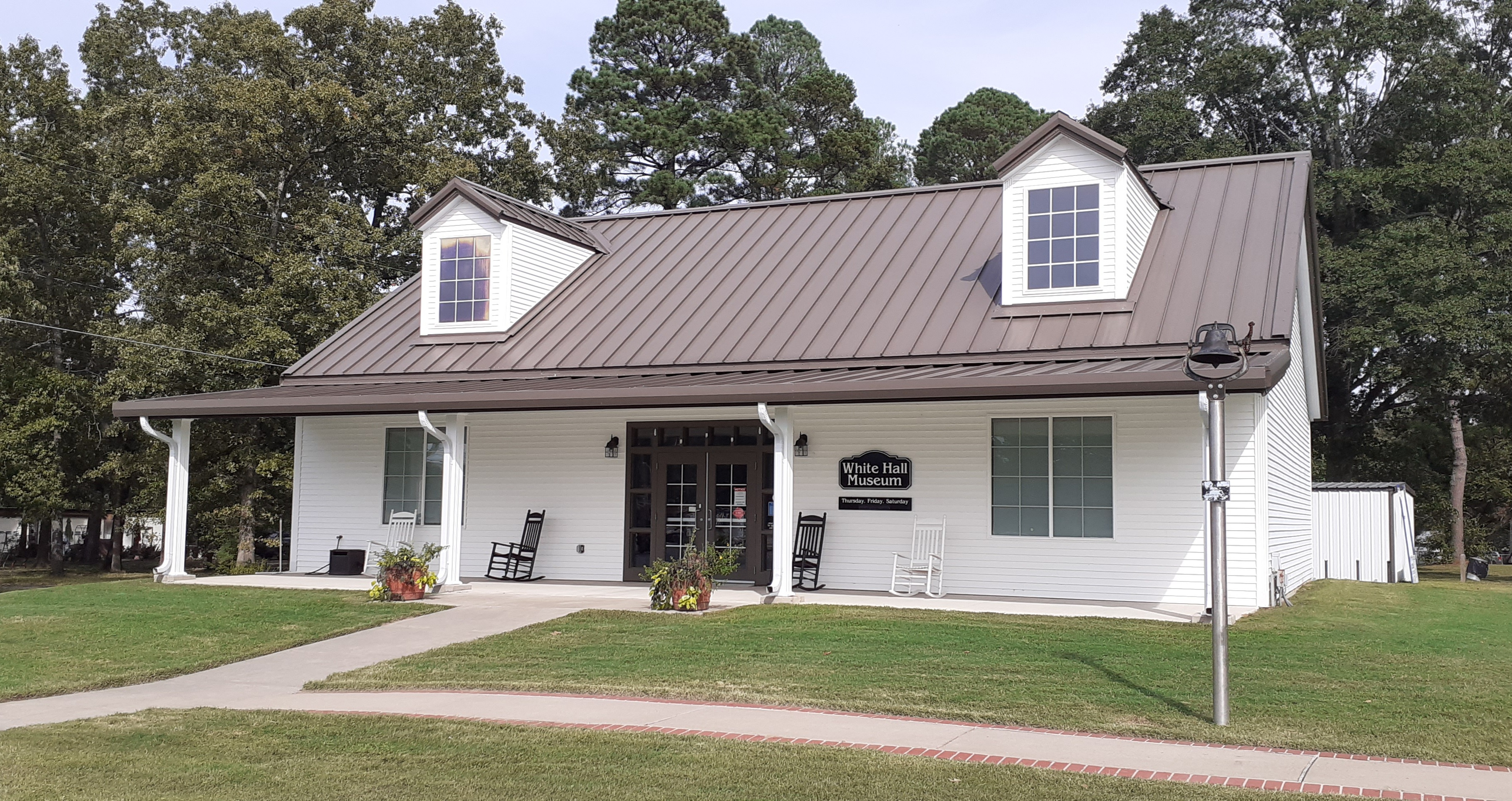
Stadsmuseum van White Hall, Arkansas

White Hall is een plaats (city) in de Amerikaanse staat Arkansas, en valt bestuurlijk gezien onder Jefferson County.

## Demografie
Bij de volkstelling in 2000 werd het aantal inwoners vastgesteld op 4732.
In 2006 is het aantal inwoners door het United States Census Bureau geschat op 5140, een stijging van 408 (8,6%).

## Geografie
Volgens het United States Census Bureau beslaat de plaats een oppervlakte van
17,7 km², geheel bestaande uit land. White Hall ligt op ongeveer 87 m boven zeeniveau.

## Plaatsen in de nabije omgeving
De onderstaande figuur toont nabijgelegen plaatsen in een straal van 32 km rond White Hall.